# 千葉県精神科医療センター
千葉県精神科医療センター（ちばけんせいしんかいりょうセンター）は、千葉県千葉市美浜区にある精神科病院。

## 概要
日本初の精神科の救急医療を開始した病院として知られている。1998年より、千葉県精神科救急医療システムを立ち上げ、システムの基幹病院として機能している。精神病患者の救急状態に対して、24時間対応の救急外来、短期入院等、適切な医療を行うとともに、デイケア、訪問看護など、患者に適応した治療を行っている。
2023年11月1日、千葉県救急医療センターと統合の上、「千葉県総合救急災害医療センター」に改称した。

## 沿革
- 1985年（昭和60年）6月1日 - 千葉県精神科医療センターとして開院。
- 2023年（令和5年）11月1日 - 千葉県救急医療センターと統合の上、「千葉県総合救急災害医療センター」に改称[3]。

## 施設概要
- RC造2階建て、延べ床面積3,798㎡
- 病床数
  - 1病棟21床
  - 2病棟29床
  - 計50床
- 設計：相和技術研究所
- 施工：高澤工務店

## 診療科
- 精神科

## 交通
- JR東日本「幕張本郷駅」もしくは、京成電鉄「京成幕張本郷駅」下車。京成バス 1番線「医療センター」行き乗車。
- JR東日本「海浜幕張駅」下車。京成バス「医療センター」行き乗車。

## 関連する書籍
- 救急精神病棟（野村進著、講談社+α文庫）：千葉県精神科医療センターのルポ